# Дворци породице Дунђерски
Породица Дунђерски је имала преко двадесет двораца у Војводини. Неки од тих двораца су:
| Чланак о дворцу                   | Веза ка Остави                             |
| --------------------------------- | ------------------------------------------ |
| Дворац код Бечеја                 | Дворац Фантаст на Викимедијиној остави .   |
| Дворац у Соколцу код Новог Бечеја | Дворац Соколац на Викимедијиној остави .   |
| Дворац у Хајдучици код Вршца      |                                            |
| Дворац у Ечкој код Зрењанина      | Дворац у Ечки на Викимедијиној остави .    |
| Дворац у Кулпину                  | Дворац у Кулпину на Викимедијиној остави . |
| Дворац у Челареву                 |                                            |
| Дворац у Футогу                   |                                            |

Дворац у Футогу је претворен у пољопривредну школу. У дворцу Челарево су се први пут срели Лаза Костић и Ленка Дунђерски. Кревет и радни сто Лазе Костића који се налазио у дворцу Челарево, пребачен је у дворац у Кулпину. Код дворца у Кулпину се налази пољопривредни музеј и парк у ком се налазе споменици Дунђерских. У дворцу у Кулпину снимана је и позната ТВ серија Јагодићи.  Најочуванији дворац јесте дворац у Хајдучици. Породична гробница Дунђерских се налази у Србобрану, а недалеко од Србобрана код Бечеја се налази још један Дунђерски дворац познат под називом Фантаст.